# Willem Berkhoff
Willem Berkhoff (né le 12 juin 1863 à Varsseveld aux Pays-Bas et mort le 12 janvier 1953 à Amsterdam) est un pâtissier néerlandais.
Il est le premier président du conseil d’administration de la première école de pâtisserie néerlandaise d’Amsterdam fondée en 1924, appelée « De Berkhoff » depuis 1956.

## Biographie
Willem Berkoff est le fils de Cornelis Berkhoff et de Harmina Kreeftenberg, son père était issue d'une famille d'artisans boulangers pâtissiers de deux générations.
Il désire devenir chef pâtissier ; pour apprendre le métier, Willem effectue des stages à partir de 1879 auprès de confiseurs renommés à Dresde, Zurich et Paris. 
À la suite de ses stages en entreprise, il se forme chez Anton Gerstner un chef pâtissier à Vienne en Autriche, qui travaille principalement pour la maison Habsbourg.
Willem travaille comme aide-pâtissier à Amsterdam durant des années avant d'ouvrir sa propre pâtisserie dans la même ville en 1893.
Travaillant en tant que traiteur, il vise à faire ses gâteaux plus sophistiqués, et crée son entreprise de restauration, servant des déjeuners, des repas à des particuliers.
En 1906, il ouvre une deuxième pâtisserie à Amsterdam, la vend en 1944 à l'artisan Kees Goetheer, ce dernier tiendra le commerce jusqu'en 1985.
En 1901 à l'occasion du mariage de la reine Wilhelmine et du prince Henri, Willem Berkhoff prend l'initiative de présenter un gâteau de mariage décoré de pâte à sucre au couple royal.
En 1908, Willem Berkhoff sert un dîner de 450 personnes dans la salle de concert du Congrès international du suffrage féminin.

## Distinction
En 1933, Willem est décoré de l'Ordre des chevaliers d'Orange-Nassau.